# Saint-Cirgues-la-Loutre
Saint-Cirgues-la-Loutre é uma comuna francesa na região administrativa da Nova Aquitânia, no departamento de Corrèze. Estende-se por uma área de 18,41 km². Em 2010 a comuna tinha 180 habitantes (densidade: 9,8 hab./km²).